# Rudolf Freny
Rudolf Freny, eigentlich Rudolf Freisauff von Neudegg, (9. Februar 1825 – 23. Jänner 1893 in Hamburg) war ein österreichischer Opernsänger (Bariton).

## Leben
Freny entstammte der österreichischen Adelsfamilie Freisauff von Neudegg. In Wien wurde er von Hofkapellmeister Karl Stein unterrichtet. Seine Karriere begann mit einem acht Monate währenden Engagement 1849 als Chorist in Wien.
Sein Bühnendebüt gab er in Znaim als „Kaspar“ im Freischütz. Danach war er an den Opernhäusern von Budapest, Laibach, Lemberg und Olmütz. Von 1855 bis 1858 war er am Deutschen Theater Prag, von 1858 bis 1868 an der Dresdner Hofoper beschäftigt.
1868 wurde er nach Hamburg ans Stadttheater engagiert (Debüt am 4. September 1868 als „Figaro“ in Figaros Hochzeit), wo er bis zu seinem Ruhestand am 1. Juni 1891 verblieb. Er wurde auch zum Ehrenmitglied des Hamburger Theaters ernannt.
Gegen Ende seiner Laufbahn beschränkte er sich zunehmend auf Buffo-Partien, wobei ihm seine Rollen als „Leporello“ im Don Giovanni und als „Beckmesser“ in den Meistersingern besonders gut gelangen.
Im Sommer 1891 sang er noch beim Mozartfest Salzburg. Er wurde auch von Richard Wagner sehr geschätzt.